# Wildo
Wilfredo Rolando Labarca Rolla (Santiago de Chile, 18 de mayo de 1948) más conocido por su nombre artístico Wildo, es un cantante y compositor chileno.

## Biografía
Realiza sus estudios en el Instituto Alonso de Ercilla. Inició su carrera artística en 1967, a fines del movimiento musical de la Nueva Ola chilena. En 1970 edita el disco “Verano azul”.
En 1973 se radica en México, donde edita el sencillo "Sola". En 1976 conoce a José José, con quien inicia una relación de amistad, y quien graba la canción “En la puertas del colegio” en el álbum El príncipe.
A su regreso a Chile en 1982, participa frecuentemente en el programa televisivo Sábados Gigantes. Representa al país en el Festival OTI de la Canción de 1983 con la canción “La misma vida, el mismo modo”.
En 1989 trabaja nuevamente con José José, quien graba su canción "Como tú".
En la actualidad, realiza el espectáculo “Los inolvidables de siempre” con otros miembros de la Nueva ola chilena.